# Acacia biaciculata
Acacia biaciculata là một loài thực vật có hoa trong họ Đậu. Loài này được S. Watson miêu tả khoa học đầu tiên năm 1886.